# 木地错
木地错（藏語：སྨུག་དེའུ་མཚོ，威利转写：smug de'u mtsho，藏语拼音：Mugdê Co）是一个位于中国西藏自治区那曲市双湖县多玛乡中部的湖泊，面积约为5.39平方千米，属于青藏高原。它的一级流域为内流区诸河，二级流域为西藏内流区。